# 강서중학교 (인천)
강서중학교(江西中學校)는 대한민국 인천광역시 강화군 하점면 이강리에 있는 공립 중학교이다.

## 학교 연혁
- 1955년 4월 27일 : 강서중학교 설립인가
- 1955년 6월 1일 : 가교사 이화 양조장에서 개교
- 1956년 3월 7일 : 초대 안수면 교장 취임
- 1981년 2월 23일 : 볼음분교 분리 이관
- 1985년 11월 2일 : 본관 7개 교실 개축
- 1992년 3월 1일 : 양사분교 폐교
- 2022년 2월 10일 : 제65회 졸업식 (13명 졸업, 연인원 7,110명)
- 2022년 3월 1일 : 제30대 김영덕 교장 취임
- 2023년 3월 2일 : 입학식(7명 입학)

## 참고 자료
- 강서중학교 - 한국교육학술정보원 학교알리미